# Paul E. Meehl
Paul Everett Meehl (né le 3 janvier 1920 à Minneapolis dans le Minnesota et mort le 14 février 2003 dans la même ville) est un psychologue clinicien américain, professeur de psychologie à l'université du Minnesota

## Biographie
En 1956, Paul E. Meehl invente le nom d'« effet Barnum » pour baptiser le biais cognitif théorisé quelques années plus tôt par le psychologue Bertram Forer. 
Paul Meehl est président de l'Association américaine de psychologie pour l'année 1962. 
Une étude publiée en 2002 le classe comme le 74ème psychologue le plus cité du XXe siècle, ex-aequo avec Eleanor Gibson. 
Meehl s'intéresse particulièrement aux études empiriques et théoriques, aux causes de la schizophrénie, aux examens psychologiques, la psychologie comportementale et la philosophie de la science.[réf. nécessaire]